# 京騒戯画
『京騒戯画』（きょうそうぎが）は、バンプレストと東映アニメーションによる日本のWebアニメおよびテレビアニメ作品。

## 概要
外界から隔離され、時間が止まった京都=〈鏡都〉を舞台にしたアクションファンタジー。『映画 ハートキャッチプリキュア! 花の都でファッションショー…ですか!?』で監督してデビューを飾った新鋭・松本理恵を監督に、バンプレストと東映アニメーションが初タッグを組んだアニメーションプロジェクト。2011年8月27日に制作発表が行われ、そこで登場キャラクターと一部の担当声優を発表した。作品のイメージをまとめたプロモーションビデオが公開されている。
第一弾は2011年12月に配信（全1話）。第二弾は2012年8月31日より公開（全5話）。第一弾、第二弾合計で100万回再生を記録している。
2013年10月から12月にかけてテレビアニメが全13話で放送された。なお13話中、「＃0 予習篇」は2011年に配信したプロモーション映像の編集版、「#5.5 京都実録篇」は出演声優によるロケ地紹介（実写）、「#10.5 復習篇」はハイライトシーンの総集編となっている。

## あらすじ

### テレビアニメ版
＃0　
鏡都のまちを、アラタマを手に毎日のように暴れまわるコトと阿吽。アラタマの持ち主ショーコ博士は怒り心頭、居候先の明恵に叱り付けられても懲りない日々。コトは黒いウサギを探しに鏡都へやってきたのだが、鏡都で「みやこ様」として祀られ、すでに姿を消した古都であるらしいと知り落胆。だが三人議会の鞍馬と八瀬は、自分たちの母である古都を呼び戻そうと、ビシャマルとコトを戦わせる。ビシャマルに呑まれたコトは、宇宙を漂い、飛び出してきた古都に抱きつかれる。ビシャマルの中から古都を連れて戻ってきたコトに、八瀬たちは喜ぶが、コトは「うちに帰りてえー！」と叫ぶのだった。
＃1 - 10
人と妖怪が共存し、物が壊れることのない不思議な町・鏡都に、ある日、空からコトと名乗る少女が降ってくる。黒いウサギを追ってきたコトは阿吽と共に明恵の居候になり、得物のアラタマで毎日暴れまわる。三人議会の鞍馬、八瀬、明恵は、それぞれはるか昔鏡都を去った母親・古都とコトに関係があると気づく。鞍馬と八瀬はビシャマルを使って、コトを外世界に送り込み神社の聖域から古都を連れ戻すことに成功。母子は再会を喜ぶが、そこへ明恵上人から姿を変えた父親の稲荷が登場。隕石が次々と落ち、鏡都の崩壊が始まる。鏡都に降り立った神社の宮司は、鏡都は稲荷が秘密裏に作った13平行軸であり、神社の聖域にコトが強制介入したことで他の平行軸にある星も危機にあると告げる。鏡都を存続させようと宮司と交渉するコトに、稲荷は自分が神の子であると明かし、コトは特別な子と言いながら御神刀で突く。コトは正気を失いアラタマで鏡都はさらに崩壊。鞍馬は明恵こそが鏡都の王と説得、明恵は瓦礫の中コトを探す。再会した二人は高天原で神と対面、13平行軸である鏡都の存在を承認されるが、稲荷は二人に魂を受け継がせ自分は消えるつもりでいると知らされる。父の真意を問うため二人は神社の聖域に移動して稲荷と再会。コトは稲荷を殴りつけながら必死で家族の愛を伝える。神の裁断により、稲荷の存在も許され、めでたく一家は再生した。

## 登場キャラクター
コト
声 - 釘宮理恵
「黒いウサギ」を探すため鏡都に迷い込んだ少女。白いセーラー服の上に黒いセーターを着ている。赤い目が特徴。
探索と称して阿吽兄弟と共に暴れ回るのが日課。街中を駆け回っているせいか顔は広い。鞍馬からは「とんでもないちゃん」と呼ばれる。
得物としている伸縮自在のハンマー「アラタマ」は、ショーコ博士曰く、もともとビシャマルのもの。
テレビ版では、幼いころは両親を知らず、「狐の拾い子」として稲荷に育てられていたが、ある時、絵の中の黒いウサギと稲荷が本当の両親であることに気づく。神社直轄部隊配属後、母親である黒いウサギを探して自ら鏡都へやって来ており、アラタマも稲荷に貰ったものとなっている。
明恵（みょうえ）
声 - 鈴村健一 / 斎藤千和（薬師丸）
僧侶姿の青年。〈三人議会〉の1人で、鞍馬、八瀬の弟。髪や目の色は違うものの、外見が父・明恵上人と酷似している。兄弟の中で一人だけ描いた絵から生み出された存在ではなく、人間。居候するコト、阿吽が揉め事をおこすと、そのたび父から受け継いだ数珠を操り、縛り上げている。
幼名は薬師丸。京都の戦火で家族と家を失い自害したが、明恵上人に拾われ、術によって生き返り、上人と古都の最初の子どもとなった。
「犬山さん」と呼ばれる犬を飼っている。
鞍馬（くらま）
声 - 中原茂 / 白石涼子（幼い鞍馬）
明恵上人が描いた絵から生み出された。八瀬と明恵の兄。三人議会の議長を務め、実質「鏡都」を取り仕切っている。鞍馬寺の主。
〈三人議会〉の1人。浮遊する金の盃に座りっぱなしの寺の指導者で、穏やかな口調を崩さない。ショーコらに断りなく事を起こすこともしばしば。
八瀬（やせ）
声 - 喜多村英梨
明恵上人が描いた鬼。〈三人議会〉の1人。
「禁足地」に建つ大きなお屋敷の主で、無数の妖怪変化を従えるお姫様。お転婆なコトがお気に入り。
母・古都との思い出を大切にしており、思い出の品を全て額やそれ専用の部屋に保管している。
阿（あ）
声 - 日髙のり子
兄弟の活発な方。赤い式神に変化する。吽とはいつも一緒で、寺の下っ端の撃破数を競っている。
吽（うん）
声 - 白石涼子
兄弟の落ち着いた方。妙なところで我慢強い。青い式神に変化し、阿とはいつも一緒。
ショーコ博士
声 - 斎藤千和
鞍馬寺一派に属する、白衣姿にゴーグルをした少女。寺の科学技術を担うメカオタク。感情の起伏が激しい。
白服と呼ばれる大勢の手下を使ってコトたちを追い回しているが、戦果は芳しくない様子。
伏見（ふしみ）
声 - 竹本英史
鞍馬寺一派の青年でショーコの部下。コトたちを相手に奮戦するショーコを一歩後ろで眺めつつ、彼女のサポートをする。
テレビアニメ版では、元々コトの世界の『神社』に所属していたという設定になっている。
げじげじ
声 - 矢尾一樹
コトのハンマーにぶら下がったオレンジ色のぬいぐるみ。
パクパク
声 - 原嶋あかり
コトのハンマーにぶら下がったウサギのぬいぐるみ。八瀬が母・古都にもらった人形と似ている。
古都（こと）
声 - 久川綾
明恵上人に描かれ、明恵上人に恋をした黒ウサギ。仏眼仏母の姿を借りて上人の妻となる。コトと同じく目の色は赤。
コトが探しているウサギで、鞍馬、八瀬、明恵の母。「みやこ様」として鏡都で信仰の対象になっている。だいぶ前に姿を消してしまったらしい。
テレビアニメ版1話では不吉な夢を見て鏡都にいられないと確信、鏡都を去っている。その後コトを出産、以来神社の聖域から出られなくなっていた。
ビシャマル
声 - 竹本英史
寺の宝物にして金色のスーパーロボット。ハンマーは新調してある。
ショーコのリモコン（PSPのようなもの）で動くが、すばしこいコトには翻弄されがち。
明恵上人（みょうえしょうにん） / 稲荷（いなり）
声 - 石田彰
「明恵上人」は、京都の高雄山に隠棲する僧侶。紙に描いた絵を実体化させる能力を持つ。鞍馬、八瀬、明恵の父。
その能力が気味悪がられ、一家で絵の中の世界「鏡都」に移り住むが、ある日突然「始まりと終わりを連れて帰ってくる」と告げて、古都と共に鏡都を去る。
「稲荷」は、神社直轄部隊の一人で狐の面に御神刀を帯びている。少年のように小柄な体型で、穏やかで飄々とした性格。魂の流転を繰り返している。コトが元いた世界での育ての親で、コトから「先生」「パパ」と呼ばれている。阿吽兄弟に似た白と黒の式神（子〈ね〉と子〈こ〉）を連れている。
両者は同一人物であるが、名前や姿を変えた理由は明らかにされていない。
宮司（ぐうじ）
声 - 矢尾一樹
神の子で稲荷の兄。12の平行軸の均衡を保つ神の代行者として『神社』を設立、その長を務める。
神 / ナレーション
声 - 銀河万丈
動物や着ぐるみなど様々な姿で画面に登場するが、テレビアニメ版最終話で登場人物と会話する。宮司と稲荷の父。

## 用語・世界観
鏡都
明恵上人が襖に描いた都。「京都」から名前を取り、鞍馬に言われ字面を変えた。京都で暮らしていた明恵上人たち一家がある事情により、移り住んだ都。絵の世界であるため、人が死ぬこともなく、壊れた物もすぐ元通りになる。外世界から閉ざされており、コトが来るまで新しい住人はいなかった。実は、地球に降臨する前の明恵上人が、神社に秘密で作った13平行軸の惑星。
三人議会
鏡都を取り仕切る組織。鞍馬、八瀬、明恵の3人が所属しており、話し合いで都の方針などを決定するが、実質は議長である鞍馬の独断で決まっているらしい。
神社
「中央軸統合機関神社」「惑星統合機関神社」とも表記される。12の平行軸にある惑星を神の代行者として管理統括するため設立された。「神社直轄部隊」と呼ばれる、能面に黒服、御神刀を持った兵士があちこちに派遣されている。学校もあり、コトが在籍していた。
平行軸
創造主である神が創った世界。12の平行軸に12の惑星がある。
アラタマ
コトが得物として使っている巨大ハンマー状の武器。透明で中に色の付いた玉が浮かんでいる。Web版とテレビ版0話ではショーコの持ち物という設定だったが、テレビ版1話では稲荷がコトに渡している。形状もビー玉のような小さい玉で、コトの意思で巨大ハンマーになる。また物が壊れない鏡都でもアラタマで壊した物は戻らないという設定が付け加えられている。

## スタッフ
- 企画
  - Webアニメ - 京騒戯画プロジェクト、バンプレスト、東映アニメーション
  - テレビアニメ - 関弘美、春山ゆきお、小出慎太郎、平田滋、伍賀一統、吉野健一
- 原作 - 東堂いづみ
- 監督（第一弾） / シリーズディレクター（第二弾・テレビアニメ） - 松本理恵
- シリーズ構成 - 東堂いづみ、松本理恵（テレビアニメ）
- 脚本 - 丸尾みほ（第一弾）
- キャラクターデザイン・作画監督[注 1] - 林祐己
- 美術デザイン・美術設定 - 倉橋隆
- 美術監督 - 栫ヒロツグ・加藤浩（第一弾）、本間禎章（第二弾）
- 色彩設計 - 秋元由紀
- 編集 - 西村英一
- 音楽 - 高木洋（第一弾）、椎名豪（第二弾・テレビアニメ）
- 音響効果 - 石野貴久
- 制作 - 東映アニメーション
- 製作 - 京騒戯画プロジェクト

## 主題歌
Webアニメ
「疾走銀河」
歌 - TEPPAN
テレビアニメ
オープニングテーマ「ココ」
作詞・作曲 - 田村歩美 / 歌 - たむらぱん
第10話のみエンディングテーマに使用。
エンディングテーマ「疾走銀河」
歌 - TEPPAN
第10話のみ挿入歌に使用。
挿入歌「The Secret of My Life」
歌 - Aimee Blackschleger
Web版では5話、テレビアニメ版では9話に使用。

## 各話リスト
| 話数         | サブタイトル                           | 脚本                                                        | 絵コンテ                                                    | 演出                                                        | 作画監督                                                    | 美術監督                                                    |
| 第二弾       | 第二弾                                 | 第二弾                                                      | 第二弾                                                      | 第二弾                                                      | 第二弾                                                      | 第二弾                                                      |
| ------------ | -------------------------------------- | ----------------------------------------------------------- | ----------------------------------------------------------- | ----------------------------------------------------------- | ----------------------------------------------------------- | ----------------------------------------------------------- |
| 第1話        | コト、主人公かく語りき                 | やまもとみちよ                                              | 松本理恵 貝澤幸男                                           | 松本理恵                                                    | 林祐己                                                      | 本間禎章                                                    |
| 第2話        | ショーコ、科学者慌て窮す               | 浅葱久楽                                                    | 小林寛                                                      | 小林寛                                                      | 渡邊巧大                                                    | 倉橋隆                                                      |
| 第3話        | 八瀬、妖怪鏡都通信                     | 中瀬理香                                                    | 貝澤幸男                                                    | 貝澤幸男                                                    | 林祐己                                                      | 渡辺佳人                                                    |
| 第4話        | 明恵、坊主かく語りき                   | 浅葱久楽                                                    | 松本理恵                                                    | 羽多野浩平                                                  | 林祐己                                                      | 嶋田昭夫                                                    |
| 第5話        | 古都、黒兎回想録                       | 浅葱久楽                                                    | 松本理恵                                                    | 松本理恵                                                    | 林祐己                                                      | 飯野敏典                                                    |
| テレビアニメ |                                        |                                                             |                                                             |                                                             |                                                             |                                                             |
| #0           | 予習篇                                 | 丸尾みほ                                                    | 松本理恵                                                    | 松本理恵                                                    | 林祐己                                                      | 柴田聡                                                      |
| #1           | ある一家の事情とその背景               | 東堂いづみ 浅葱久楽                                         | 松本理恵                                                    | 松本理恵 畑野森生                                           | 林祐己                                                      | 柴田聡                                                      |
| #2           | やってきたのは妹                       | やまもとみちよ 丸尾みほ 東堂いづみ                          | 松本理恵                                                    | 中尾幸彦                                                    | 林祐己 嘉村弘之                                             | 杉本智美                                                    |
| #3           | 長男と愉快で科学な仲間                 | 浅葱久楽                                                    | 角銅博之                                                    | 角銅博之                                                    | ポール・アンニョヌエボ フランシス・カネダ アリエス・ナリオ  | 嶋田昭夫                                                    |
| #4           | 次女と素敵な妖怪達                     | 中瀬理香                                                    | 貝澤幸男                                                    | 貝澤幸男                                                    | 仲條久美 嘉村弘之                                           | 北村由樹子                                                  |
| #5           | 若き三男の悩みと始まりと終わり         | やまもとみちよ 浅葱久楽                                     | 志水淳児 松本理恵                                           | 志水淳児                                                    | 松本朋之 近藤優次                                           | 中尾道弘                                                    |
| #5.5         | 京都実録篇                             | [ディレクター]有國 浩／[出演]矢尾一樹、白石涼子、中山恵梨香 | [ディレクター]有國 浩／[出演]矢尾一樹、白石涼子、中山恵梨香 | [ディレクター]有國 浩／[出演]矢尾一樹、白石涼子、中山恵梨香 | [ディレクター]有國 浩／[出演]矢尾一樹、白石涼子、中山恵梨香 | [ディレクター]有國 浩／[出演]矢尾一樹、白石涼子、中山恵梨香 |
| #6           | 二人が計画し一人が悩む話               | 丸尾みほ やまもとみちよ 東堂いづみ                          | 志水淳児 森田三郎 松本理恵                                  | 畑野森生                                                    | 舘直樹 浦田幸博                                             | 深谷知穗                                                    |
| #7           | 母が帰還してついでに父も帰還した       | 中瀬理香 丸尾みほ                                           | 松本理恵                                                    | 鎌谷悠                                                      | 馬場充子 中西和也 嘉村弘之                                  | 嶋田昭夫                                                    |
| #8           | あっちとこっちでもめる話               | やまもとみちよ 松本理恵 東堂いづみ                          | 貝澤幸男                                                    | 伊藤尚往                                                    | 星野玲香 竹本佳子 浦田幸博                                  | 杉本智美                                                    |
| #9           | どうしたらいいかみんなで考えよう       | やまもとみちよ 松本理恵 東堂いづみ                          | 志水淳児                                                    | 志水淳児                                                    | 松本朋之 近藤優次 渡邊巧大                                  | 北村由樹子                                                  |
| #10          | 今日を騒がしく戯れ生きる人々の漫画映画 | やまもとみちよ 松本理恵 東堂いづみ                          | 松本理恵 貝澤幸男                                           | 松本理恵                                                    | 林祐己                                                      | 中尾道弘                                                    |
| #10.5        | 復習篇                                 | ［ナレーション]釘宮理恵、鈴村健一                           | ［ナレーション]釘宮理恵、鈴村健一                           | ［ナレーション]釘宮理恵、鈴村健一                           | ［ナレーション]釘宮理恵、鈴村健一                           | ［ナレーション]釘宮理恵、鈴村健一                           |

## 公開媒体等
- 公式プロモーションビデオ[3]
- フィギュア王No.164（2011年9月23日）特典付録『京騒戯画』〜“弦”Remix ver.〜DVD
- 電撃ホビーマガジン11月号（2011年9月24日）特典付録『京騒戯画』〜“和”Remix ver.〜DVD

### 先行上映会
先行上映会が下記の日程・場所で行われた。
- 2011年12月1日 東京会場（有楽町 朝日ホール）
- 2011年12月4日 京都会場（京都 京都シルクホール）

### 本編配信
※公式サイトの配信はスマートフォン、フィーチャーフォン対応

#### 第一弾
- 2011年12月10日 - 現在は配信終了。
  - バンダイチャンネル（12:00 - 配信開始）
  - ニコニコ動画（18:00 - 配信開始）
  - YouTube（18:00 - 配信開始）

#### 第二弾
ニコニコ動画、YouTube、バンダイチャンネルにて配信。現在は配信終了。
- 第1話 2012年8月31日
- 第2話 2012年10月27日
- 第3話 2012年11月10日
- 第4話 2012年12月8日
- 第5話 2012年12月22日

### テレビアニメ
2013年10月から12月にかけて放送された。

#### 放送局
| 放送地域 | 放送局             | 放送期間                       | 放送日時           | 放送系列   | 備考             |
| -------- | ------------------ | ------------------------------ | ------------------ | ---------- | ---------------- |
| 東京都   | TOKYO MX           | 2013年10月3日 - 12月26日       | 木曜 1:30 - 2:00   | 独立局     |                  |
| 日本全域 | BS朝日             | 2013年10月5日 - 12月28日       | 土曜 1:30 - 2:00   | BS放送     |                  |
| 日本全域 | ニコニコ生放送     | 2013年10月5日 - 12月28日       | 土曜 22:30 - 23:00 | ネット配信 |                  |
| 日本全域 | ニコニコチャンネル | 2013年10月5日 - 12月28日       | 土曜 23:00 更新    | ネット配信 |                  |
| 日本全域 | バンダイチャンネル | 2013年11月10日 - 2014年1月12日 | 日曜 12:00 更新    | ネット配信 | [ 注 2 ]         |
| 日本全域 | アニマックス       | 2014年7月11日 - 9月26日        | 金曜 22:00 - 22:30 | BS/CS放送  | リピート放送あり |
| 日本全域 | アニマックス       | 2014年7月12日 - 9月27日        | 土曜 22:30 - 23:00 | BS/CS放送  | [ 注 3 ]         |

## Blu-ray / DVD
| 巻   | 発売日        | 収録話                                                                                  | 規格品番  | 規格品番  | 特典 |
| 巻   | 発売日        | 収録話                                                                                  | BD        | DVD       | 特典 |
| ---- | ------------- | --------------------------------------------------------------------------------------- | --------- | --------- | --- |
| 零巻 | 2013年12月6日 | 2011年製作PV（5分バージョン、25分バージョン） 2012年製作 配信用ショートストーリー 全5話 | BSTD-8875 | DSTD-8875 | 映像特典：ノンテロップED+エピローグ（2011年製作25分プロモーション映像） スペシャルパッケージ ドラマCD：「肉球ともふもふと迷える双子」 京騒絵巻 甲ノ巻 |
| 壱巻 | 2014年1月10日 | 第1話 - 第2話                                                                           | BSTD-8876 | DSTD-8876 | 映像特典：第0話「予習篇」 スペシャルパッケージ ドラマCD：「長男の茶室と賑やかな末っ娘」 京騒絵巻 乙ノ巻                                               |
| 弐巻 | 2014年2月7日  | 第3話 - 第4話                                                                           | BSTD-8877 | DSTD-8877 | |
| 参巻 | 2014年3月14日 | 第5話 - 第6話                                                                           | BSTD-8878 | DSTD-8878 | |
| 四巻 | 2014年4月11日 | 第7話 - 第8話                                                                           | BSTD-8879 | DSTD-8879 | |
| 伍巻 | 2014年5月9日  | 第9話 - 第10話                                                                          | BSTD-8880 | DSTD-8880 | |

## 京騒戯画への道
新人声優・原嶋あかりが、作品の中で役柄を得るために奮闘する様を追いかけたドキュメンタリー。
公式サイト上で動画（全4話）を公開中。

## 漫画版
『電撃マオウ』にて2012年2月号より、第一弾のストーリーを再構成した漫画版が連載され、同年11月号より2013年3月号まで、第二弾の外伝『京騒戯画 鏡書院と迷子の栞』が連載された。テレビアニメ化に合わせて2013年11月号より2014年3月号まで再び連載。いずれも作画 - mercre、原作 - 東堂いづみ、企画 - 京騒戯画プロジェクト。

## ウェブラジオ
『京騒戯画 〜コトと明恵のお茶の間通信〜』のタイトルで2013年10月2日より公式サイトにて配信。隔週水曜日更新。出演は釘宮理恵（コト役）と鈴村健一（明恵役）の両名。

## ゲーム
ゲーム『超ヒロイン戦記』にコトと八瀬が参戦している。